# Tommaso Formenton

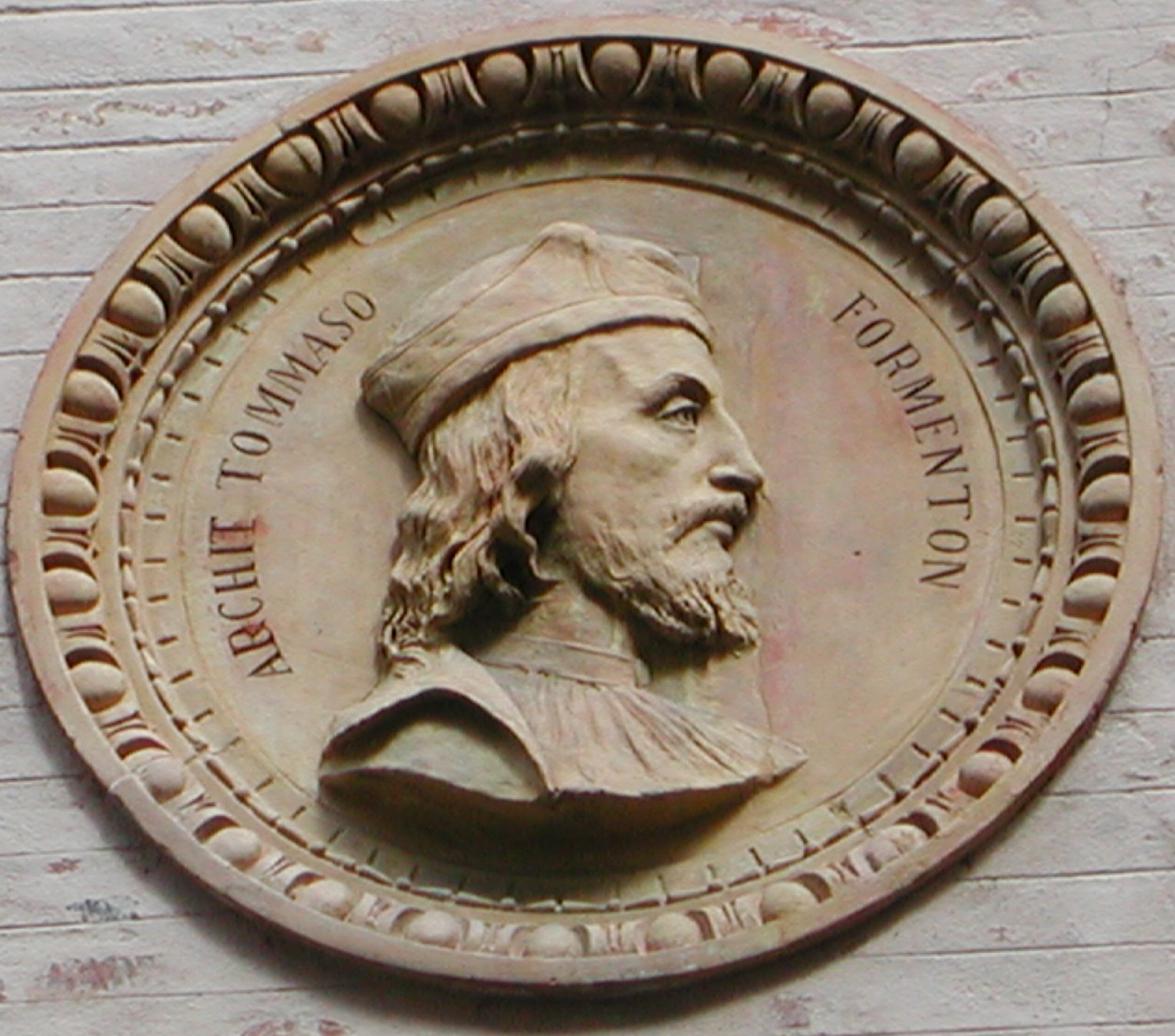
Tommaso Formenton

Tommaso Formenton (auch: Formentone; * um 1428 oder 1440 in Vicenza; † vor dem 28. April 1492) war ein italienischer Baumeister.

## Leben
Formenton war der Sohn des Stefano Formenton, eines örtlichen Zimmermanns. Er wurde 1467 zum Ingenieur der Stadt Vicenza ernannt, war im Jahr 1473 „carpentarius“ und leitete in dieser Eigenschaft die Aufstellung eines neuen Wappenlöwen auf der Marktsäule von Vicenza; 1474 wurde unter seiner Regie eine neue Glocke auf dem Campanile angebracht. Zu Beginn der 1480er Jahre wurde er „Ingegnere del Comune“ und wurde im Jahr 1484 vom Rat der Stadt Brescia als „Architectus optimus“ benannt. Ab 1489 war er mit der Aufsicht beim Bau der alten Basilika betraut. Zum Jahr 1480 gibt es einen Eintrag: “Maystro Tomaso Formenton inzegnero de la Città de Vicenza intra va in fratalia murari die 29 aprile 1480 soto la gastaldia de Pietro Zanollo” (deutsch: „Meister Tommaso Formenton Ingenieur der Stadt Vicenza, war am 29. April 1480 in der Bruderschaft der Maurer unter der Gastalde von Pietro Zanollo.“)
Im Jahr 1489 brachte er ein Holzmodell für den Palazzo Municipale nach Brescia, was dazu führte, dass man ihn für den ersten Architekten der Loggia von Brescia hielt. Dagobert Joseph schrieb jedoch schon 1907: „Der Palast ist von dem Viskontiner Tommaso Formentone entworfen und von 1499 an ausgeführt worden; es haben den Bau der Fassade dann noch Palladio und Giac. Sansovino fortgesetzt“ Mit dem Bau der Loggia in Brescia wurde jedoch erst nach Formentons Ableben begonnen; außerdem gibt es außer drei im Jahr 1872 in den Memorie di Brescia von Zamboni veröffentlichten Urkunden keinerlei Namensnennungen Formentons, die mit dem Bau der Loggia in Verbindung gebracht werden könnten. Wahrscheinlich hatte er nur ein Schreinermodell nach fremden Vorgaben für den Bau in Brescia angefertigt. Formenton wurde außerdem der Bau der Hofhalle im Palazzo Vescovile in Vicenza zugeschrieben. Hieran bestanden Zweifel, weil die Bautätigkeit erst nach Formentons Tod begann.
Zum Teil deutlich davon abweichende Lebensdaten gibt Lorenzo Finocchi Ghersi im Dizionario Biografico degli Italiani an: Formenton war demnach der ältere Sohn des Stefano Formenton und wurde um 1428 in Vicenza geboren, wo er zunächst im elterlichen Betrieb arbeitete. Er hatte einen Bruder namens Ferretto und eine Schwester namens Alba, ferner muss die Mutter Domenica 1452, zu dem Zeitpunkt, als Stefano sein Testament abfasste, mit einem weiteren Kind schwanger gewesen sein. 1448 war die Hochzeit mit Tommaso Formentons erster Frau Angela, mit der er einen Sohn namens Stefano bekam, geplant. Mit seiner zweiten Ehefrau Lucia bekam er den Sohn Nascimbene. Schon 1467 wurde er laut Ghersi als Ingegnere del Comune erwähnt, ungefähr ab dieser Zeit war er mit dem Palazzo Publico in Vicenza beschäftigt. Bezüglich der Aufrichtung des Löwen und der Anbringung der Glocke in Vicenza sind die Angaben jedoch identisch. Das Modell der Loggia für Brescia, das er im Jahr 1489 überbracht habe, bezeichnet Ghersi als ein Projekt, das nicht realisiert worden sei. Ghersi gibt als Terminus ante quem für Formentons Tod ebenfalls den 28. April 1492 an.
Bogengänge, die Formenton für den Palazzo della Ragione in Vicenza konstruierte, brachen schon nach zwei Jahren wieder zusammen und konnten in den nachfolgenden Jahrzehnten auch von zahlreichen Kapazitäten wie Sebastiano Serlio, Michele Sanmicheli oder Giulio Romano nicht standfest rekonstruiert werden; erst Andrea Palladio fand die Lösung, indem er die Serliana statt römischer Bögen verwendete und damit flexibel auf die wechselnde Spannweite der Bögen im Kernbau reagieren konnte.